# Burlington (warenhuis)
Burlington, voorheen bekend als Burlington Coat Factory, is een Amerikaans landelijk warenhuis en een divisie van Burlington Coat Factory Warehouse Corporation met meer dan 1.000 winkels in 40 staten en Puerto Rico. Het hoofdkantoor is gevestigd in Burlington Township, New Jersey. In 2007 werd het bedrijf overgenomen door Bain Capital en in 2008 werd Tom Kingsbury president en CEO. In 2013 ging het bedrijf opnieuw naar de beurs. Burlington is de derde grootste off-price retailer, na TJX Companies en Ross Stores.

## Geschiedenis

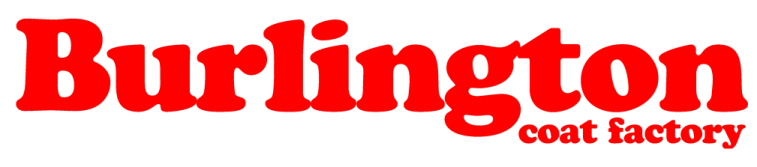
Logo "Burlington Coat Factory" tot 2009.

Monroe Milstein en zijn vader Abe runden sinds 1946 samen een succesvolle groothandel en detailhandel in bovenkleding. In 1972 overtuigde Henrietta Milstein haar man Monroe om een voormalige fabrieksoutlet in Burlington, New Jersey, te kopen voor $ 675.050, waarbij ze het grootste deel van de aanbetaling van $ 75.000 deed van het geld dat ze had gespaard van haar baan als bibliothecaresse. Aanvankelijk verkochten de Milsteins jassen en jacks, maar om minder afhankelijk te worden van de seizoensgebonden jassenbusiness, begonnen ze geleidelijk kledingstukken en accessoires toe te voegen, om uiteindelijk uit te breiden met linnengoed, geschenkartikelen, een babyafdeling en schoenen. 
In 1975 werd een tweede vestiging geopend in Copiague op Long Island. Milstein vroeg zijn zoon Lazer, die destijds in Israël woonde, om terug te keren naar huis en als de wettelijke eigenaar van de nieuwe locatie op te treden. Lazer stemde toe, op voorwaarde dat de winkel op zaterdag gesloten zou zijn in verband met de sabbat. Destijds werden bedrijven geconfronteerd met juridische stappen omdat ze op zondag open waren, met een uitzondering voor religies die een andere rustdag in acht namen. In 1983 ging het bedrijf, dat sinds de familie het in 1972 kocht, Burlington Coat Factory Warehouse Corporation heette, met 31 vestigingen naar de beurs. 
In 2006 werd het bedrijf voor 2,06 miljard dollar gekocht door Bain Capital Partners. De familie Milstein bezat bijna 30 miljoen aandelen van de Burlington Coat Factory Warehouse Corporation, goed voor een omzet van ongeveer 1,3 miljard dollar, en Monroe Milstein was na de verkoop niet meer bij het bedrijf betrokken, hoewel twee van zijn zonen, Stephen en Andrew, kortstondig bleven. Mark Nesci, de voormalige executive vice president en chief operating officer, werd benoemd tot waarnemend CEO. Er werd een holdingmaatschappij opgericht, genaamd Burlington Coat Factory Holdings Inc., die de uiteindelijke moedermaatschappij van de keten zou worden.
In juli 2012 ontving het bedrijf een stimuleringspremie van $ 40 miljoen van de New Jersey Economic Development Authority als onderdeel van het GrowNJ-programma van de staat om een nieuw hoofdkantoor te bouwen in Florence, naast het bestaande hoofdkantoor, waardoor het bedrijf zijn hoofdkantoor niet buiten deze staat zou verplaatsen. 
Op 27 juni 2013 had Burlington zijn S-1-registratieverklaring bij de SEC ingediend voor een beursgang. In oktober 2013 steeg de aandelenkoers van het bedrijf met meer dan 40% op de eerste handelsdag. Het bedrijf rapporteerde een omzet van $ 4,35 miljard voor de periode van twaalf maanden die eindigde op 3 augustus 2013. In oktober 2013 exploiteerde het bedrijf 503 winkels in 44 staten en Puerto Rico onder de namen Burlington Coat Factory, Cohoes Fashions, Baby Depot en MJM Designer Shoes. 
In 2016 trad Burlington Stores voor het eerst toe tot de Fortune 500. Tom Kingsbury was van 2008 tot 2018 CEO. 
Na het faillissement en de sluiting van alle Bed Bath & Beyond-winkels in de Verenigde Staten heeft Burlington in juni 2023 de huur voor meer dan 40 gesloten locaties overgenomen. Het jaar daarop verwierf Burlington de huurcontracten van 15 vestigingen van de in Texas gevestigde retailer Conn's na hun faillissement en de sluiting van hun winkels.

## Goede doelen
Burlington werkt al jarenlang samen met liefdadigheidsorganisaties. Sinds 2002 werken ze samen met de Leukemia and Lymphoma Society's Light the Night-campagne, waarbij ze donaties inzamelden bij de kassa's in de winkel. Met een jaarlijkse fondsenwerving die loopt van juli tot en met oktober, haalde het bedrijf in 2013 meer dan $ 3 miljoen op, waardoor het totale bedrag dat het bedrijf tot dan toe had opgehaald op ruim $ 19 miljoen uitkomt.
In 2006 lanceerde Burlington de Warm Coats and Warm Hearts Drive om jassen in te zamelen voor mensen in nood. In samenwerking met ABC's Good Morning America en de landelijke non-profitorganisatie Fashion Delivers fungeerden de winkels in Burlington als afleverpunten voor de donaties, die vervolgens door lokale liefdadigheidsinstellingen in de omgeving werden verdeeld. Sinds de start van het programma zijn er meer dan 1,2 miljoen jassen verzameld en uitgedeeld. 
In 2012 ging het bedrijf voor het eerst een partnerschap aan met WomenHeart: The National Coalition for Women with Heart Disease om voorlichting over hartgezondheid bij vrouwen te promoten tijdens de National Heart Health Month. Als onderdeel van dit partnerschap hield het bedrijf jaarlijks een Red Dress Event, waarbij rode jurken in winkels worden verkocht, waarbij $ 1 van elke verkoop wordt gedoneerd aan WomenHeart. In 2014 lanceerden ze als onderdeel van het partnerschap de “Heart of Style Tour”. Voor de tour reed een bus langs verschillende winkellocaties, met aan boord professionals op het gebied van hartgezondheid die bloeddruktesten en Body Mass Index (BMI)-testen uitvoerden en voorlichting gaven over hartziekten bij vrouwen. 

## Zakelijke kwesties

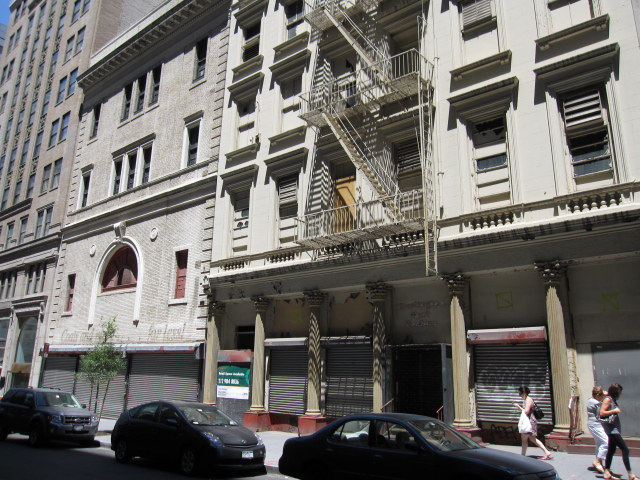
De oude Burlington Coat Factory op 45 Park Place in New York. Na de aanslagen van 11 september 2001 was het de bedoeling dat deze vervangen zou worden door het controversiële Park51. In plaats daarvan werd een woontoren van 43 verdiepingen gebouwd.

De dierenwelzijnsorganisatie Humane Society of the United States onderzocht de Burlington Coat Factory, die ervan werd beschuldigd echte bontproducten als 'nepbont' te labelen. Het bedrijf stemde ermee in de onjuiste advertenties te verwijderen nadat een undercoveronderzoek had uitgewezen dat ‘nepbont’ in werkelijkheid werd gemaakt van de huiden van dieren die in China werden gedood. Er werd ook ontdekt dat jassen die verkocht werden door winkels als Burlington Coat Factory haar van een wasbeerhond bevatten. 
Van 1981 tot 2009 werd het logo van Burlington Coat Factory aangevuld met de tag "Niet gelieerd aan Burlington Industries". Toen Burlington Coat Factory in 1981 een geschil over het handelsmerk met stoffenfabrikant Burlington Industries oploste, stemde Burlington Coat Factory ermee in om in advertenties te vermelden dat de twee bedrijven niet gelieerd waren. Hoewel Burlington Industries in 2004 haar activiteiten staakte na een overname van de resterende activiteiten, bleef de disclaimer 'niet gelieerd' op het reclamelogo en de bedrijfsmedia staan tot 2009, toen de tekst werd verwijderd van alle logo's die door het bedrijf werden gebruikt.
Begin jaren 1990 deed een broodjeaapverhaal de ronde over slangen die zich in jassen verstopten en in Burlington werden verkocht. Een vertegenwoordiger van het bedrijf verzekerde klanten dat, aangezien de distributiecentra en winkels op 68 °F, een slang zou niet kunnen overleven in de winkelomstandigheden. 
Bij de aanslagen van 11 september 2001, nadat de gekaapte United Airlines-vlucht 175 door de zuidelijke toren van het World Trade Center was gegaan, kwam een deel van het landingsgestel en de romp van het vliegtuig aan de noordkant van de toren tevoorschijn en stortte neer door het dak en twee verdiepingen van de Burlington Coat Factory op 45-47 Park Place, tussen West Broadway en Church Street, 180 meter ten noorden van het voormalige World Trade Center. De winkel was de eerste vestiging van het bedrijf in Manhattan en werd in 1991 geopend. Drie vloerbalken van de bovenste verdieping van het gebouw werden vernield, waardoor grote structurele schade ontstond. Bijna negen jaar later was het gebouw onderdeel van een nationale controverse, toen pogingen om op de plek een moslimcentrum en moskee te bouwen als het "Cordoba Huis" protesten uitlokten en op grote schaal werden afgewezen. 